# Wuhan Center
Le Wuhan Center (武汉中心) est un gratte-ciel en construction à Wuhan en Chine. Les travaux ont commencé en 2011 et devraient s'achever en 2019. La tour atteint sa hauteur définitive de 438 mètres pour 88 étages. Ce nombre de 88 n'est pas anodin, le 8 symbolisant le bonheur dans la culture chinoise. 
En 2013 a été annoncée la future construction du Wuhan World Trade Center qui sera sa tour jumelle.